# .sj
.sj este un domeniu de internet de nivel superior, pentru Insulele Svalbard și Jan Mayen (ccTLD).